# ویلمر لوپز
ویلمر لوپز (اسپانیایی: Wilmer López‎؛ زادهٔ ۳ اوت ۱۹۷۱) یک بازیکن فوتبال اهل کاستاریکا است.

## تیم ملی
وی همچنین در تیم ملی فوتبال کاستاریکا بازی کرده است.